# Okręg Vitry-le-François
Okręg Vitry-le-François (fr. Arrondissement de Vitry-le-François) – okręg w północno-wschodniej Francji. Populacja wynosi 49 tysięcy.

## Podział administracyjny
W skład okręgu wchodzą następujące kantony:
- Heiltz-le-Maurupt,
- Saint-Remy-en-Bouzemont-Saint-Genest-et-Isson,
- Sompuis,
- Thiéblemont-Farémont,
- Vitry-le-François-Est,
- Vitry-le-François-Ouest.